# Christian Wetklo
Christian Wetklo est un footballeur allemand né le 11 janvier 1980 à Marl en Allemagne. Il évolue actuellement comme gardien de but pour le FC Schalke 04 II, l'équipe réserve de Schalke 04.

## Carrière
- 1995-1999  :  FC Schalke 04
- 1999-2000  :  Rot-Weiss Essen
- 2000-2014  :  FSV Mayence 05
- depuis 2014 :  FC Schalke 04[2],[3]

## Palmarès
Néant